# 佩尔森博伊格-戈特斯多夫
佩尔森博伊格-戈特斯多夫是奥地利下奥地利州梅尔克县的一个市镇。总面积8.31平方公里，总人口2209人，人口密度265.8人/平方公里（2005年）。